# Hylobothynus arnaudi
Hylobothynus arnaudi är en skalbaggsart som beskrevs av Roger Paul Dechambre 1979. Hylobothynus arnaudi ingår i släktet Hylobothynus och familjen Dynastidae. Inga underarter finns listade i Catalogue of Life.